# Michael Fincke
Edward Michael Fincke (Pittsburgh, 14 maart 1967) is een Amerikaans ruimtevaarder. Fincke zijn eerste ruimtevlucht was Sojoez TMA-4 en vond plaats op 19 april 2004. 
Fincke maakte deel uit van NASA Astronautengroep 16. Deze groep van 44 ruimtevaarders begon hun training in 1996 en had als bijnaam The Sardines.
In totaal heeft Fincke drie ruimtevluchten op zijn naam staan, waaronder missies naar het Internationaal ruimtestation ISS. Tijdens zijn missies maakte hij negen ruimtewandelingen.
Op 22 januari 2019 werd Fincke toegevoegd aan de bemanning van de bemande testvlucht (Boe-CFT) van de Boeing Starliner. Hij vervangt Eric Boe die om medische redenen verstek moet laten gaan. In juni 2022 werd hij van die vlucht afgehaald. In september werd hij toegewezen aan Starliner-1 waarvan hij de piloot zal zijn.